# Ковальчук Мирослав Миронович
Мирослав Миронович Ковальчук (нар. 17 грудня 1985, Львів) — дослідник українського фольклору, інженер. Син Дарії Ковальчук, онук Богдана Жеплинського.

## Життєпис
- 1992–2002 — навчався у СШ № 79 міста Львова, згодом перейменованій у гімназію «Євшан».
- 2002–2008 — навчався в НУ «Львівська Політехніка», Інституті хімії та хімічної технології, отримав диплом магістра за спеціальністю «Інженер хімік-технолог». Був учасником студентського хору «Гаудеамус».
- З березня 2008 і до сьогодні — працює інженером у ВАТ «ГІРХІМПРОМ» у Львові.

## Творчість
- Керує і виступає з відродженим ляльковим вертепом парафії Всіх Святих Українського Народу УГКЦ у Львові. Досліджує український фольклор.

## Доробок
Є автором кількох статей з тематики українського кобзарства, співавтором книг і відеодиску:
1. Жеплинський Б. М., Ковальчук М. М., Ковальчук Д. Б. Відроджений ляльковий вертеп. — Львів : Галицька видавнича спілка, 2013, — 204 с.
2. Жеплинський Богдан, Ковальчук Дарія, Ковальчук Мирослав. — Кобзарство і ми. — Львів : Галицька видавнича спілка, 2014. — Т. 1. — 640с.; Т. 2. — 612 с.
3. Відеодиск. — Жеплинський Богдан, Ковальчук Дарія, Ковальчук Мирослав. — Кобзарство і ми. — Львів : Галицька видавнича спілка, 2014.

## Відзнаки
Нагороджений грамотами Львівського державного обласного центру народної творчості та культурно-освітньої роботи як співавтор книг «Відроджений ляльковий вертеп» та «Кобзарство і ми».